# 伊南娜降冥記

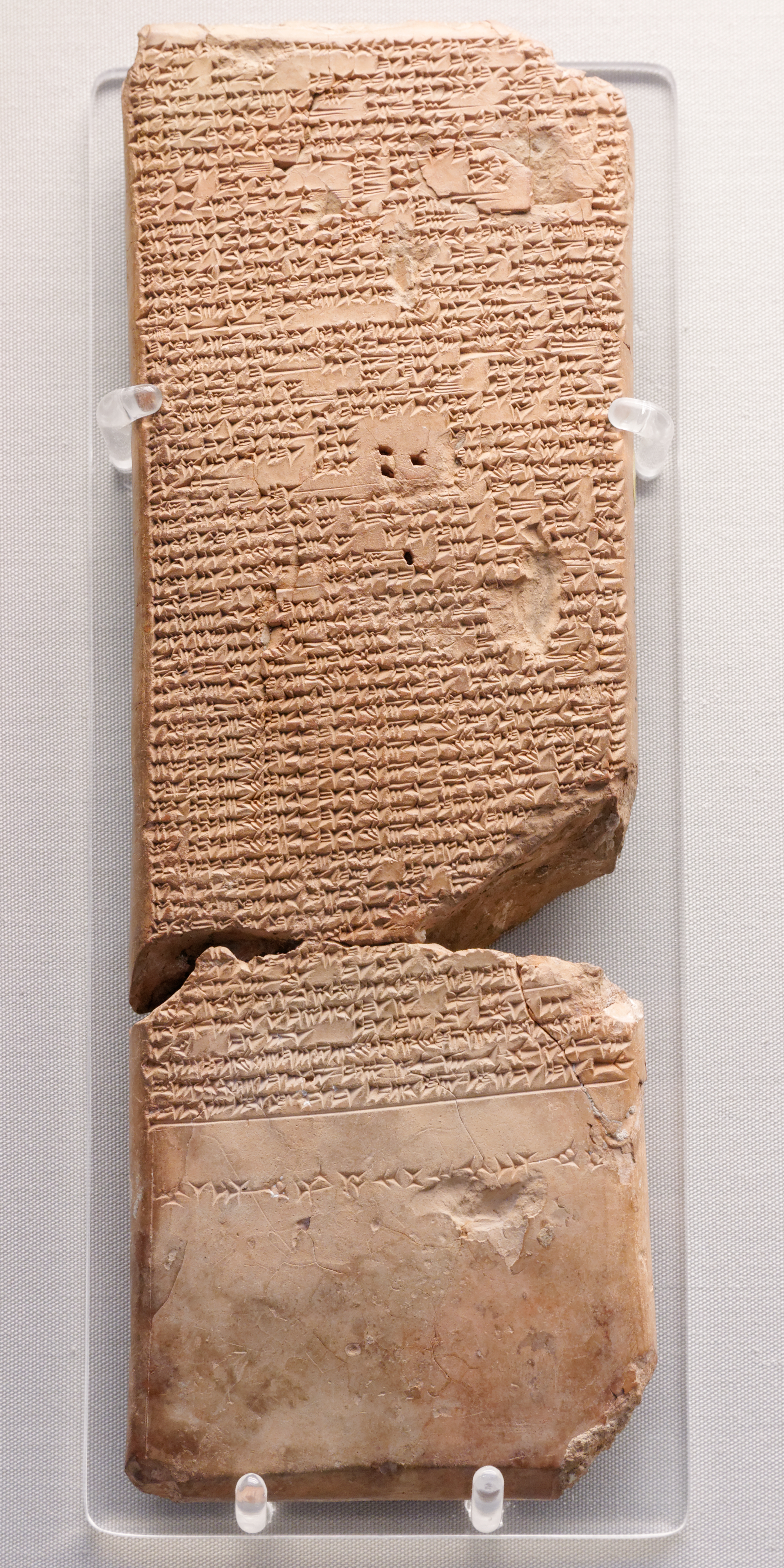
《伊絲塔降臨地獄》（Ishtar's Descent into Hell）阿卡德語版副本，出自公元前七世紀尼尼微“亞述巴尼拔圖書館”，現藏英國大英博物館。

《伊南娜降冥記》（簡稱《降冥記》，Descent of Inanna into the Underworld，阿卡德語版本寫作《伊絲塔降冥記》〔Descent of Ishtar into the Underworld〕）亦稱Angalta，音譯：《安歌塔》（意思是“From the Great Sky〔來自浩瀚蒼穹〕”），是蘇美爾神話中講述關於伊南娜女神（阿卡德語名為伊絲塔）降臨冥界推翻其姊“死亡女主（Queen of the Dead）”埃列什基伽勒統治的故事。當中提到伊南娜通過冥府七道門時，每過一道門即脫去自身穿配戴的皇冠、戒指、珠寶、權杖，還有服飾，終遭埃列什基伽勒擊斃，屍首懸掛於冥府牆垣鉤子上供人寓目。隨後伊南娜父親水神恩基間接斡旋此事她才得以復活。然而，伊南娜欲返人間卻遇上棘手問題──凡冥界逗留者無法輕易離開，交換條件需另找一人替代方可獲准。由於伊南娜死亡期間，其信使兼侍女宁舒布（Ninshubur）、兒子夏拉（Shara）與盧拉爾（Lulal，獅頭人身），還有她的美容師卡拉（Cara）皆為她披戴麻衣服喪，唯丈夫杜木茲仍衣著光鮮且坐在華麗寶座上無絲毫哀悼之情，憤而選擇該薄情郎做交替，其間二人便上演一齣追逐戲碼，旋即其夫被扭送陰間。在杜木茲姊姊蓋什提南娜懇求下，提出自願頂替杜木茲下冥界，最後經伊南娜裁決姊弟二人於冥界輪換，情況方有改變：杜木茲被判定待冥界半年，另半年則由蓋什提南娜代受其責。
這則神話目前僅有蘇美爾語和阿卡德語兩個版本。阿卡德語版本在1860年代首次被發掘和破譯。而情節更長、年代更古老的蘇美爾語版本最早在二十世紀初即確定存在著，但碑文學家花了大約五十年的時間才完全重建和破譯當中內容。
《伊南娜降冥記》透過眾多人物和故事情節發展讓世人更深入了解美索不達米亞文化。這種文化對後續文明的影響能夠在古希臘、腓尼基，以及《舊約聖經》裡清楚看到美索不達米亞遺存痕跡。到了二十世紀，一些精神分析學家採用這個故事來解釋人類心理機制。

## 漫長的碑文重建之路
今存《伊南娜降冥記》神話只有兩種版本：一種是用年代最古老蘇美爾語編撰另一則為以阿卡德語改写的文本，後者版本中女神被稱為伊絲塔。這兩個文本內容彼此沒有忠實對譯；反而他們卻凸顯出兩種對故事情節不同的詮釋。
這篇神話的阿卡德語版共138行，題為《伊絲塔降冥記》（The Descent of Ishtar into the Underworld），是最先出土的文本。1860年代在尼尼微和亞述古城考古發掘眾多泥板碎片中，有兩份可追溯到公元前1000年早期完整文字紀錄的泥板尤為引人注目。然而它們的起源似乎還可以追溯到公元前1600年左右。內容除了一些細微的更動和風格差異之外，這兩份泥板記錄整體上驚人地相似，可以重建當中的故事情節。通過破譯這些碎片內容後，隨即成為第一批以現代語文發表的阿卡德語文學作品之一。

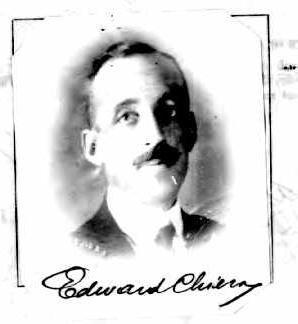
考古學家愛德華·基耶拉（Edward Chiera，1924年），他在費城大學博物館發現了伊斯坦堡石板的第二塊碎片。

蘇美爾語版題為《伊南娜降冥記》（Descent of Inanna into the Underworld），共400行，是這則神話現行的正式名稱。而蘇美爾文本則在引文中自稱該神話為《安歌塔》，意為「來自浩瀚蒼穹（From the Great Sky）」。這一版本是既阿卡德語版之後被發掘，並且年代更為古老。作品創作約公元前1700年左右，但其確切起源日期仍不確定。

## 引用
1. ↑  .   [2025-05-10]. （原始内容存档于2025-01-21）.
2. ↑  Bottéro, Jean. . Gallimard. 1987: 441. ISBN 978-2-07-040308-0 （法语）.
3. ↑  Bottéro & Kramer 1989，第324頁
4. ↑  Bottéro & Kramer 2011，第151頁
5. ↑  Cuperly 2021，第P. III頁
6. ↑  Joannès 2001，第230頁: « Descente d'Ishtar aux Enfers »